# مقالات (میشل دو مونتنی)
مقالات (فرانسوی: Essais‎ , تلفظ می‌شود [esɛ] می‌شودتلفظ می‌شود [esɛ]) از میشل دو مونتنی در سه کتاب و ۱۰۷ فصل با طول‌های مختلف موجود است. آن‌ها در اصل به زبان فرانسوی میانه نوشته شده بودند و در ابتدا در پادشاهی فرانسه منتشر شدند. مقالات اولین بار در سال ۱۵۸۰ میلادی منتشر شد و طیف وسیعی از موضوعات را در برمی‌گیرد.